# Dea della Democrazia

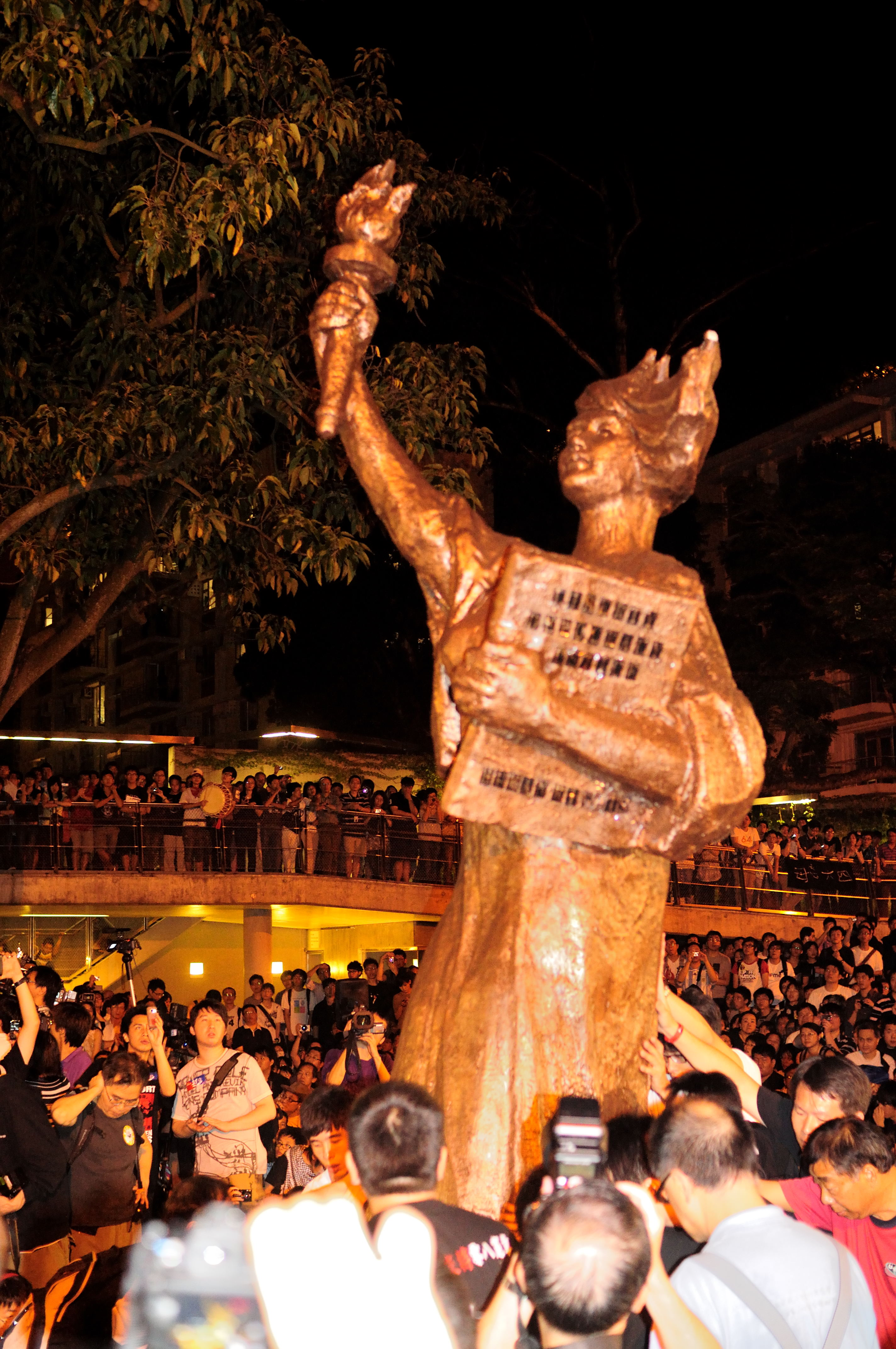
Replica ad Hong Kong, 2010, Cina

La Dea della Democrazia (in cinese: 民主女神; pinyin: mínzhǔ nǚshén), nota anche come la Dea della Democrazia e della Libertà, era una statua alta 10 metri costruita durante le proteste di Piazza Tienanmen.

## Storia e descrizione
La statua fu costruita in solo quattro giorni in polistirolo e cartapesta sopra un'armatura metallica ad opera degli studenti dell'Accademia Centrale delle Belle Arti. Gli studenti decisero di costruire la statua il più grande possibile per rendere difficile, se non impossibile, al governo di smantellarla. Il governo avrebbe dovuto quindi distruggerla - un atto che avrebbe potuto inasprire ulteriormente le critiche riguardo alle sue politiche - oppure lasciarla intatta.
Molte persone notarono la sua somiglianza con la statua della Libertà. Tuttavia Tsao Tsing-yuan, uno scultore che partecipò alla realizzazione dell'opera, scrisse che gli studenti decisero di non prendere a modello la statua della Libertà per paura di sembrare poco originali e «apertamente filo-americani». Tsao fa inoltre notare l'influenza della scultrice sovietica Vera Muchina, esponente del realismo socialista, sullo stile dell'opera.
Il 30 maggio 1989 fu eretta in piazza Tienanmen, di fronte alla grande fotografia di Mao Tse-tung presente sopra la Porta di Tien an men. L'Esercito Popolare di Liberazione distrusse la statua durante le proteste del 4 giugno.

## Repliche
Numerose copie della statua sono state erette in commemorazione degli eventi del 1989. Tra queste:
- una replica eretta in una veglia a cui parteciparono decine di migliaia di persone a Victoria Park, Hong Kong, il 4 giugno 1996;
- una scultura in bronzo venne cominciata nel 1989 e inaugurata nel 1994 da Thomas Marsh ed un gruppo di volontari. Pesa circa 272 kg e si trova a Portsmouth Square, nella Chinatown di San Francisco;
- una copia si trova all'Università della Columbia Britannica, Canada, costruita dalla società Alma Mater dell'università;
- una versione dorata si trova nell'atrio del Centro Studenti all'Università di York a Toronto, nell'Ontario;
- un artista anonimo ne ha eretto una copia in vetroresina all'Università di Calgary nel 1995, per commemorare gli studenti morti nella sollevazione.